# 洛克米内
洛克米内（法語：Locminé，法語發音：[lɔkmine]）是法国莫尔比昂省的一个市镇，位于该省中部，属于蓬蒂维区。洛克米内是这一地区的一个中心市镇和公路交通枢纽。

## 地理
洛克米内（47°53'12"N, 2°50'9"W）面积4.86 平方千米，位于法国布列塔尼大區莫尔比昂省，该省份为法国西北部沿海省份，位于布列塔尼半岛南部，北起阿摩尔滨海省、西接菲尼斯泰尔省，南濒大西洋，东南接大西洋卢瓦尔省，东临伊勒-维莱讷省。
与洛克米内接壤的市镇（或旧市镇、城区）包括：莫雷阿克、比尼昂、穆斯图瓦尔阿克、普吕姆兰。

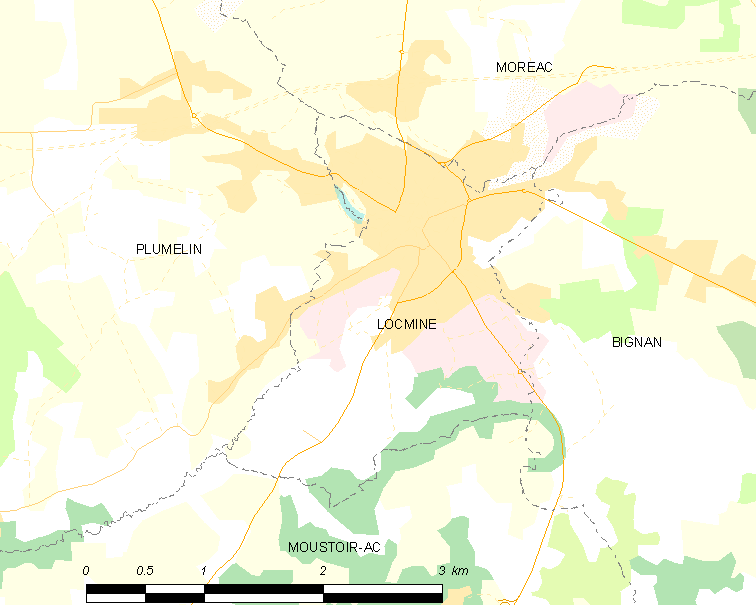
洛克米内的OSM定位图

洛克米内的时区为UTC+01:00、UTC+02:00（夏令时）。

## 行政
洛克米内的邮政编码为56500，INSEE市镇编码为56117。

## 政治
洛克米内所属的省级选区为格朗尚县。

## 人口

1962-2008年间洛克米内人口变化图示

洛克米内于2022年1月1日时的人口数量为4708人。